# Libertador (pel·lícula)
Libertador és una coproducció entre Veneçuela (Producciones Insurgentes) i Espanya (San Mateo Films), països on va ser rodada (encara que la trama es desenvolupa en, almenys, set nacions) amb col·laboració important de Alemanya (WNG Films) i Estats Units (Silver Screen). És una pel·lícula del gènere biografia-dramàtica estrenada el 2013 al Festival Internacional de Cinema de Toronto. Està basada en la vida de Simón Bolívar; va ser dirigida per Alberto Arvelo, i protagonitzada per Édgar Ramírez, Danny Huston, Gary Lewis, Iwan Rheon, Juana Acosta i María Valverde.

## Repartiment
| Actor                       | Personatge                   |
| --------------------------- | ---------------------------- |
| Édgar Ramírez               | Simón Bolívar                |
| Danny Huston                | Martin Torkington            |
| Gary Lewis                  | Coronel James Rooke          |
| Iwan Rheon                  | Daniel O'Leary               |
| María Valverde              | María Teresa del Toro        |
| Imanol Arias                | Juan Domingo Monteverde      |
| Juana Acosta                | Manuela Sáenz                |
| Erich Wildpred              | Antonio José de Sucre        |
| Alejandro Furth             | Rafael Urdaneta              |
| Orlando Valenzuela          | Francisco de Paula Santander |
| Juvel Vielma                | José Antonio Páez            |
| Carlos Julio Molina (DJ 13) | José Félix Ribas             |
| Manuel Porto                | Francisco de Miranda         |
| Francisco Denis             | Simón Rodríguez              |
| Andrés Gertrúdix            | Ferran VII d'Espanya         |
| Zenaida Gamboa              | Hipólita Bolívar             |
| Elisa Sednaoui              | Fanny du Villars             |
| Leandro Arvelo              | Fernando                     |
| Ximo Solano                 | Francisco Vinoni             |
| Steve Wilcox                | Jinete Negro                 |
| Eric Toala                  | Simón Bolívar (nen)          |
| Karina Velásquez            | María Josefa Palacios        |

Es va disposar de 50 milions de dòlars per a la seva realització, dels quals gairebé 30 milions d'euros van venir del vell continent, a més de portar part del càsting: l'actriu espanyola María Valverde (guanyadora del Goya en 2003) qui va interpretar a María Teresa del Toro, l'esposa de Bolívar, mentre que l'actor i cantant britànic protagonista de la sèrie Misfits, Iwan Rheon, va interpretar al militar independentista irlandès Daniel O'Leary. Es troben també l'escocès Gary Lewis (Billy Elliot) i els espanyols Imanol Arias (nominat al Goya) i Antonio Pardo.
Per Llatinoamèrica Arvelo va reclutar a la colombiana Juana Acosta (El cartel de los sapos), qui dona vida a l'heroïna equatoriana Manuelita Sáenz, parella sentimental de Bolívar així com a Orlando Valenzuela qui interpreta al general Francisco de Paula Santander. A més de comptar amb la participació del veneçolà Edgar Ramírez (guanyador del Cèsar en 2011), per Erich Wildpred com Antonio José de Sucre. Així mateix, la participació dels actors Alejandro Furth (com Rafael Urdaneta), Steve Wilcox (tots dos radicats en Los Angeles) i Carlos Julio Molina (DJ 13) també dona cabuda a personatges més pròxims a Hollywood. Pel mateix, Danny Huston (Lluita de titans), comparteix de nou escena amb Édgar Ramírez.
Per la resta d'Hispanoamèrica, la pel·lícula va ser doblada al castellà mexicà.

## Argument
“Libertador” mostra la infància de Bolívar i els moments que van sembrar la seva determinació per a defensar els drets dels pobles indígenes i esclaus; el seu posterior matrimoni amb María Teresa Rodríguez del Toro i la cicatriu que va deixar la seva prematura mort. Revela el seu descens a una Europa en decadència abans que ell redescobrís la seva consciència social, per a tornar a les Ámericas, on va iniciar una sèrie de complicades campanyes militars associades a guerres d'Independència.

## Dades del film
Gustavo Dudamel és el compositor de la banda sonora que acompanyarà al nou llargmetratge amb el qual Alberto Arvelo buscarà acostar-se a Hollywood. El director d'orquestres té experiència a escriure partitures, però no com la d'una obra cinematogràfica.
Va obtenir la nominació a la Millor Música Original per als Premis Platino 2015.
Van participar 400 mil extres, incloent, per a les grans escenes d'acció, als mateixos que van treballar en la saga Pirates del Carib. Van ser usats centenars de cavalls durant el rodatge.

## Lloc del rodatge
La cinta va comptar amb 100 sets. A Espanya es va rodar en Madrid, Cadis (Barbate, Jerez, Zahara), Sevilla (Carmona, on es va ambientar el Setge de València (1812)) i a Sierra Nevada. Hi va comptar amb la producció de José Luis Escolar.

## Estrena
Es va projectar a la secció de presentació especial al Festival Internacional de Cinema de Toronto de 2013. Va ser seleccionada com a entrada veneçolana a la millor pel·lícula en llengua estrangera als Premis Oscar de 2014, formant la llista de gener.